# Гави
Гави (итал. Gavi) је насеље у Италији у округу Алесандрија, региону Пијемонт.
Према процени из 2011. у насељу је живело 2317 становника. Насеље се налази на надморској висини од 220 м.

## Становништво
| 1936. | 1951. | 1961. | 1971. | 1981. | 1991. | 2001. | 2011. |
| ----- | ----- | ----- | ----- | ----- | ----- | ----- | ----- |
| 5.478 | 5.137 | 4.881 | 4.299 | 4.507 | 4.569 | 4.506 | 4.707 |